# Wereldkampioenschappen judo 1969
De Wereldkampioenschappen judo 1969 was de 6de editie van de Wereldkampioenschappen judo, en werd gehouden in Mexico-Stad, Mexico van 23 oktober 1969 tot en met 25 oktober 1969

## Medaillewinnaars

### Mannen
| Gewichtsklasse | Goud                | Zilver          | Brons                               |
| -------------- | ------------------- | --------------- | ----------------------------------- |
| -63 kg         | Yoshio Sonoda       | Toyokazu Nomura | Sang Chul Kim Sergei Susulin        |
| -70 kg         | Hiroshi Minatoya    | Yoshimitsu Kono | Chil Bok Kim David Rudmann          |
| -80 kg         | Isamu Sonoda        | Katsuya Hirao   | Cho Sung Il Martin Poglajen         |
| -93 kg         | Fumio Sasahara      | Peter Hermann   | Tomoyuki Kawabata Wladimir Pokataev |
| +93 kg         | Skuji Suma          | Klaus Glahn     | Mitsuo Matsunaga Givi Onashivili    |
| Open           | Masatoshi Shinomaki | Wim Ruska       | Ernst Eugster Nobuyuki Sato         |

## Medaillespiegel
| Plaats | Land           | Goud | Zilver | Brons | Totaal |
| 1      | Japan          | 6    | 3      | 3     | 12     |
| 2      | West-Duitsland | 0    | 2      | 0     | 2      |
| 3      | Nederland      | 0    | 1      | 2     | 3      |
| 4      | Sovjet-Unie    | 0    | 0      | 4     | 4      |
| 5      | Zuid-Korea     | 0    | 0      | 3     | 3      |
| Totaal | Totaal         | 6    | 6      | 12    | 24     |